# آرمناک نازاروف
آرمناک (آرمن) گئورگی نازاروف (ارمنی: Արմենակ (Արմեն) Գևորգի Նազարով؛ زادهٔ ۱ آوریل ۱۹۰۸ - درگذشته ۱۱ ژوئن ۱۹۸۳) یک استاد و آکادمیسین اهل ارمنستان بود.

## زندگی‌نامه
در ۱۴ آوریل [سبک قدیمی: ۱ آوریل] ۱۹۰۸ در پاریس به دنیا آمد و از دانشگاه فنی گرجستان (۱۹۳۲) فارغ‌التحصیل شد. وی عضو فرهنگستان ملی علوم ارمنستان بود. وی همچنین برنده نشان پرچم سرخ کار، نشان لنین، جایزه دولتی ارمنستان شوروی (۱۹۷۴) و دانشمند شایسته ارمنستان شوروی (۱۹۵۸) شده است. وی در ۱۱ ژوئن ۱۹۸۳ در سن ۷۵ سالگی در ایروان درگذشت.